# Bohumil Kulhánek
Bohumil Kulhánek (26. srpna 1941, Plzeň – 20. října 2005) byl český politik, senátor za obvod č. 9 – Plzeň-město a člen ODS.

## Vzdělání, profese a rodina
Po maturitě na obchodní akademii 22 let pracoval jako bankovní úředník. S manželkou Boženou vychoval syna Jana. Působil v prezidiu FC Viktoria Plzeň. Zemřel v říjnu 2005.

## Politická kariéra
V roce 1990 se stal starostou městského obvodu Plzeň 3 nejprve jako nestraník za Stranu zelených, v dalších volbách pak jako člen ODS, ve funkci starosty zůstal až do roku 1998.
V senátních volbách 1996 byl zvolen do horní komory českého parlamentu, když drtivě porazil kandidáta ČSSD Josefa Průšu. V Senátu v letech 1998–2000 zasedal jako místopředseda této ústavní instituce. V roce 2002 prohrál stranické primárky s bývalým primátorem Plzně, Zdeňkem Proskem.